# Черминский, Валентий Гиацинтович
Черминский, Валентий Гиацинтович — доктор медицины, сын дворянина, родился в Волынской губ.

## Биография
Первоначальное образование получил в Виленской гимназии, откуда поступил казенным воспитанником в Виленский Университет, где и окончил курс в 1820 году, со степенью магистра медицины. 21-го января 1821 г., защитив диссертацию «De gerina inguinali congenita», получил степень доктора медицины и тогда же был назначен врачом в Рижский драгунский полк, причём в этой должности пробыл до 1832 г. и затем был уволен. После того с 1832 г. до 1835 г. Черминский служил уездным врачом в Житомире, затем вышел в отставку и занимался частной практикой, а в 1839 году поступил врачом в имение Прушинской, в Виленской губ., где оставался до 1842 г. В 1844 году он опять вернулся в Житомир на прежнюю должность уездного врача, которую и занимал до 1845 г. В 1849 году Черминский поступил врачом в Волынскую палату Государственных Имуществ и оставался там до 1857 г. За время службы дошел до чина надворного советника.
Во время пребывания в Рижском полку производил исследования лечения пупковой опухоли — перевязкой струной, причём описание двух случаев излечения поместил в польском журнале: «Дневник медико-хирургии и фармации» за 1823 г. Умер Черминский в 1861 году.